# سولوی پثفایندر ۲۱
سولوی پثفایندر ۲۱ (به انگلیسی: Soloy Pathfinder 21) یک هواگرد ساختِ کارخانهٔ سسنا در کشور ایالات متحده آمریکا است.